# Chirostenotes
Chirostenotes ("mà estreta", del grec antic) és un gènere d'oviraptorosaure que va viure al Cretaci superior, fa uns 80 milions d'anys. Les seves restes fòssils s'han trobat al Canadà. Es caracteritzava per presentar bec, uns braços llargs acabats en unes urpes poderoses, uns dits llargs i fins, i una cresta arrodonida similar a la dels casuaris. Chirostenotes probablement era omnívor o herbívor. L'espècie tipus és Chirostenotes pergracilis. També s'ha descrit una espècie més petita, C. elegans, trobada a Alberta, tot i que probablement pertany a l'estretament emparentat elmisaure. Un gran esquelet de la formació del Horseshoe Canyon s'ha atribuït a Chirostenotes pergracilis, tot i que podria representar a una nova espècie.